# Neferkare I
Neferkare I (även Aaka eller Neferka) var en farao under Egyptens andra dynasti som möjligtvis regerade omkring 2749 f. Kr. Neferkare I hör till de mest dunkla faraonerna. Den exakta tidpunkten såväl som längden på hans styre är mycket osäkra.

## Fynd
Att inordna Neferkare I kronologiskt är svårt för historiker eftersom fynden är nästan obefintliga. Namnet Neferkare återfinns som efterträdare till Senedj och företrädare till Neferkasokar på Sakkaratabletten. På samma position i Turinpapyrusen står namnet Aaka. Dessutom så är hans horusnamn okänt.
Egyptologen Kim Ryholt är övertygad om att Neferkare är identisk med Seneferka, en kung som av majoriteten av egyptologer placerar omkring Kas tid i slutet av första dynastin. Hans identifiering baseras på att skrivarna under 19:e dynastin tillfogade solskivan (Ra) till namn trots att de borde vetat att solen inte ännu dyrkades som gud. Som bevis för är till exempel kartuscherna för Huni (nr. 19; Neferkare) på Abydoslistan och Khaba (nr. 14; Nebkare) på Sakkaratabletten.
Neferkare I är förmodligen identisk med Manethos Nephercheres om vilken han berättar "härskade i 25 år och under hans styre flöt honung på Nilen i elva dagar". Egyptologer tolkar detta som att välstånd och överflöd rådde under Neferkare.

## Regeringstid
Eftersom inga arkeologiska fynd från Neferkare I kan fastställas med säkerhet och inget konkret är känt om politiska, ekonomiska eller religiösa händelser kan inte mycket sägas. Det är dock allmänt accepterat att han endast härskade i Nedre Egypten eftersom hans namn återfinns på Sakkaratabletten som återspeglar traditioner från Memfis, men inte i Abydoslistan som återspeglar traditioner från Thebe.
Neferkare I kan även ha regerat samtidigt med Peribsen och Sekhemib. Bakgrunden till detta är en förmodad delning av riket vid tidpunkten för Ninetjers död. Efter en flerårig torka skall Ninetjer ha delat landet i två delar vilka han tilldelade sina arvingar för att motverka ekonomiska, politiska och stridigheter.

## Titulatur
1. ↑  Alan H. Gardiner: The royal canon of Turin. s.15, Anm. 25a
2. ↑  Enligt Beckerath en antik eller modernare feltolkning av "Nefer" som ju är en förkortad version av "Neferkare"
3. ↑  Jürgen von Beckerath: Handbuch der ägyptischen Königsnamen.
4. ↑  Alan H. Gardiner: The royal canon of Turin. Bildtavla I.
5. ↑  med determinativ på en kung
6. ↑  Regerade enligt Africanus i 25 år.

| Företrädare Peribsen | Kung av Egypten 2:a dynastin | Efterträdare Neferkasokar |